# Кёртис, Мозес Эшли
Мозес Эшли Кёртис (англ. Moses Ashley Curtis, 11 мая 1808 — 10 апреля 1872) — американский ботаник, миколог, учитель и священник.

## Биография
Мозес Эшли Кёртис родился в штате Массачусетс 11 мая 1808 года.
Он получил образование в Williams College в Массачусетсе. После получения высшего образования Кёртис стал наставником детей бывшего губернатора Эдварда Бишопа Дадли в Уилмингтоне. Он вернулся в Массачусетс в 1833 году для изучения богословия.
В 1834 году Кёртис женился на Мэри де Россет, был рукоположен в 1835 году, чтобы преподавать в епископальной школе в Роли. В 1841 году он стал ректором Протестантской Епископальной Церкви в Хилсборо, Северная Каролина.
Как ботаник, Кёртис исследовал южные Аппалачи, предприняв главную экспедицию в 1839 году. Он собрал лишайники для Эдварда Такермена и переписывался со многими другими ботаниками, включая Майлза Джозефа Беркли, которому он послал множество образцов с описаниями и примечаниями.
Грэй говорил о нём, что «Ни один из живущих ботаников так хорошо не знаком с растительностью южных Аллеганов». За последние двадцать пять лет своей жизни Кёртис стал авторитетом в области микологии.
Мозес Эшли Кёртис умер в штате Северная Каролина 10 апреля 1872 года.

## Научная деятельность
Мозес Эшли Кёртис специализировался на семенных растениях и на микологии.

## Некоторые публикации
- 1843. Enumeration of Plants Growing Spontaneously Around Willmington, N.C. Boston J.Nat.Hist.May.
- 1849. Berkeley, M.J.; M.A. Curtis. Contributions to the mycology of North America. Am.J.Sci.&Arts.
- 1860. Berkeley, M.J.; M.A. Curtis. Characters of new fungi, collected in the North Pacific exploring expedition by Charles Wright. Proc.Nat.Acad.Arts&Sci., USA 4 pp. 111 – 130.